# Rhytidoponera cristata
Rhytidoponera cristata är en myrart som först beskrevs av Mayr 1876.  Rhytidoponera cristata ingår i släktet Rhytidoponera och familjen myror. Inga underarter finns listade i Catalogue of Life.